# Костёл Воздвижения Святого Креста и монастырь кармелитов (Гродно)

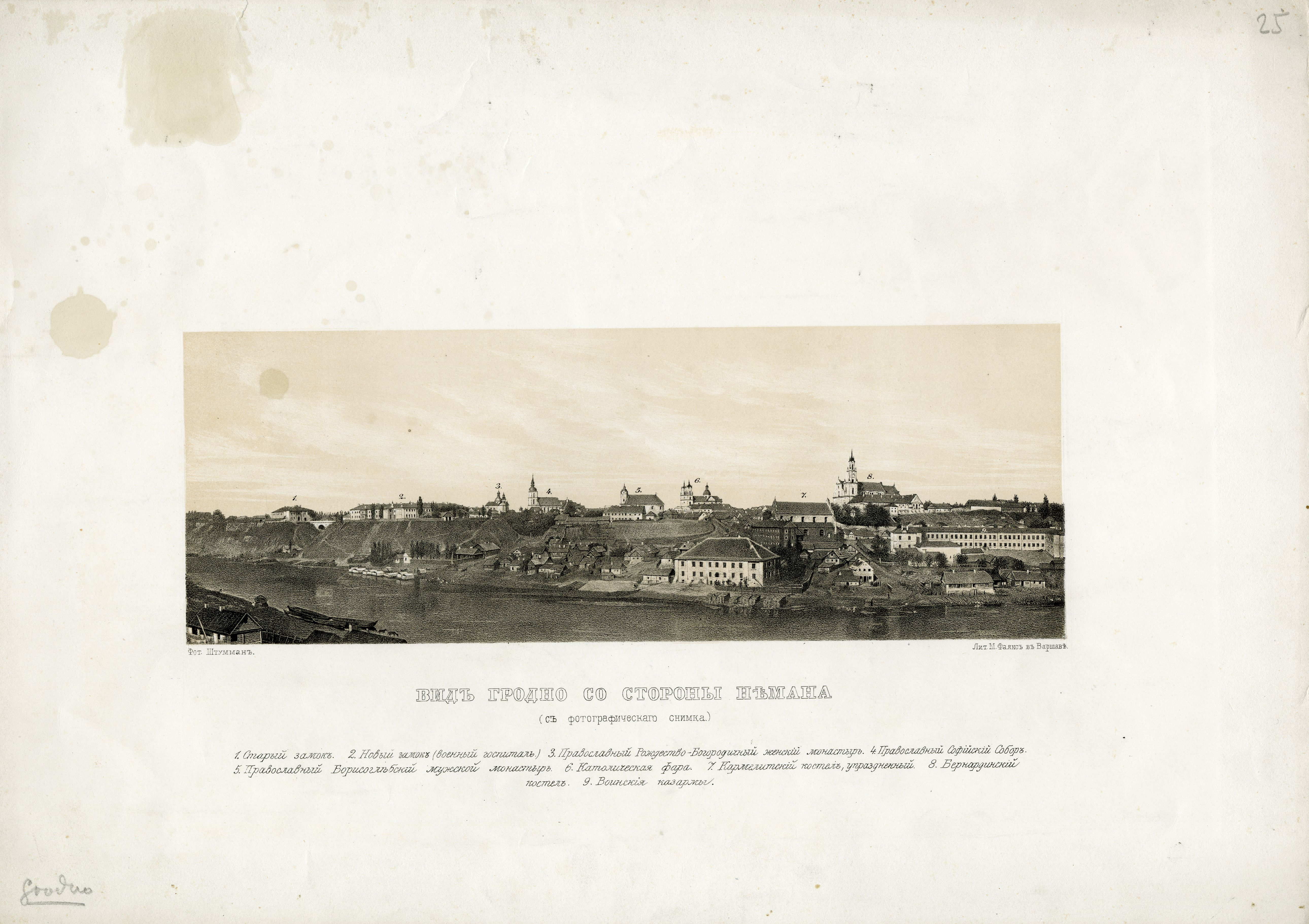
Храм кармелитов в панораме Гродно (отмечен цифрой 7).

 Костёл и монастырь кармелитов — комплекс зданий, являющийся памятником истории и культуры. Монастырь и костёл расположены по адресам Мостовая 37 и Мостовая 37а в городе  Гродно.

## История
Заложил монастырь кармелитов Андрей Котович.
Формальный акт основания монастыря был утверждён в 1676 году. Андрей Фратишек и Барбара Цецилия Котовичи, в первой половине 70-х годов XVII века, скупали участки в Гродно, чтобы потом пожертвовать земли кармелитам.
В период 60-х—70-х годов XVII века был возведён деревянный костёл. Известно, что в 1673 году капитул провинции кармелитов послал в Гродно отца Иософата, который должен был участвовать в создании гродненского филиала. В 1672 году монастырь получил в дар деревню Казимировка, которую пожертвовал гродненский судья Казимир Ян Газуба. Это пожертвование утвердил гродненский сейм 1678 года. В 1679 году участок земли подарил кармелитам король Ян III Собеский. Волковысский маршалок Николай Огинский с женой Кристиной, в 1681 году, подарили гродненским кармелитам одно из своих имений. Кроме того, представитель рода Котовичей — Григорий, подарил монастырю несколько деревень.
Зафиксированный на планах города деревянный костёл, находился напротив участка, позднее занятого каменным храмом.
Старый кармелитский костёл прекратил своё существование во второй половине XVIII века. Новый костёл был построен на участке Котовичей. Соседние участки кармелитам подарили Матей Лещинский и его жена Тереза из рода Хрептовичей. Новые каменные здания костёла и монастыря построили между 1725 и 1765 годом.
По информации кармелитских источников, монахи построили новые здания за свой счёт. Однако известны и некоторые меценаты монастыря, совершавшие свои благодеяния в этот период. В  XVIII веке средства кармелитам передавали: гродненский войский Ян Карп, Адам Гротус, Григорий Котович.
В 1752 году, путешественник Вильгельм Шлемюллер, писал о ещё недостроенном костёле, что он: «…будет великолепен. Спереди в стиле романском, весьма сильно украшенный». По мнению В. Толочко, писавшего о костёле в 1915 году: «Был это без сомнения великолепнейший костёл кармелитов в диоцезе, а может и во всём крае».
В период нахождения в составе Российской империи, строения монастыря служили тюрьмой, а затем были переделаны в казармы.
В 1994 году здание бывшего костёла было реконструировано и получило высокий щит, очертания которого, по задумке авторов проекта, должны отсылать к очертаниям утраченного барочного фасада.

## Здания храма и монастыря
Костёл представлял собой безбашенную базилику.  Приблизительные размеры храма: 20 на 30 метров (с учётом помещения за пресвитерием костёла). По мнению историка архитектуры Евгения Асноревского «Гродненский храм кармелитов, наравне с виленским костёлом Св. Янов, является одним из двух величайших безбашенных памятников виленского барокко».
Выдвигалась идея реконструкции барочного фасада костёла.
Монастырский корпус размещается слева от перестроенного здания храма.

### Экстерьер
Главный фасад костела характерен для стилистического течения в архитектуре, известного под названием «виленского бapoкко» и появившегося после Северной войны  Он обладал исключительным по сложности барочным силуэтом. Завитки фронтона служили основаниями для барочных ваз. Рокайльная лепнина обильно покрывала фасад. Декор включал пять ниш для круглой скульптуры.

### Интерьер
В интерьере были установлены несколько крупных каменных алтарей и амвон, эти элементы украшала богатая лепнина. Главный двухъярусный алтарь решён в стиле рококо. Между сводами и нижним ярусам, по центру главного алтаря, располагался богатый декоративный элемент, представляющий собой как бы сплошной падающий поток, сложной «облачной» формы.  Две пары колон, на высоких постаментах, возвышались над богатым рокайльным порталом, через который можно было пройти в отдельное помещение.
Большие пилястры центрального нефа имели исключительно сложные рокайльные капители. Сложный декор в стиле рококо украшал амвон. Декоративные элементы остальных алтарей гармонировали с оформлением главного алтаря.
Рококо в интерьере кармелитского костёла было как бы возведено в абсолют, представляя собой крайнюю степень вычурности, свойственной этому стилю, но при этом и гармоничный ансамбль, с проработкой всех, даже малых, деталей. Благодаря такому решению, в храме удалось создать один из наиболее ярких, и при этом целостных, рокайльных интерьеров ВКЛ.